# Tomás de Torquemada
Tomás de Torquemada, španski dominikanec in inkvizitor, * 1420, Valladolid, Španija, † 16. september 1498, Ávila, Španija.
Bil je nečak kardinala Juana de Torquemade, prvi generalni inkvizitor Španije in spovednik Isabele I. Kastiljske. Sebastián de Olmedo, španski kronist, ga je opisal kot »kladivo heretikov, luč Španije, zavetnik svoje dežele, čast svojega reda«. Znan je po svoji kampanji proti kripto-judom in kripto-muslimanom v Španiji; tako je bil zagovornik izgona Judov iz Španije leta 1492. 
V času njegovega mandata kot generalni inkvizitor je bilo po ocenah RKC med letoma 1480 in 1530 na grmadi sežganih okoli 2.000 ljudi. Judovski arhivi pa navajajo, da je bilo v celotnem obdobju španske inkvizicije sežganih na grmadi okoli 140.000 ljudi.